# Новий Сьвят (гміна Белхатув)
Новий Сьвят (пол. Nowy Świat) — село в Польщі, у гміні Белхатув Белхатовського повіту Лодзинського воєводства.
У 1975-1998 роках село належало до Пйотрковського воєводства.